# Кей-Кобад Шах
Кей-Кобад Шах — древний город на территории нынешнего Таджикистана.

## История
Город Кей-Кобад Шах был основан во времена Греко-Бактрийского царства и существовал в период со II века до н. э. до II—III веков. Развалины его находятся близ посёлка имени Насир Хисрава одноимённого района (бывший Шаартузский район) Хатлонской области Таджикистана. Раскопки городища проводились археологическими экспедициями Кафирниганского отряда в 1950-1951 и в 1952—1953 годах. Были открыты мощные крепостные укрепления с толщиной стен до 4 метров и высотой до 6 метров, прямоугольной формы (400х300 метров) с башнями. Эта оборонительная архитектура относится к тому же типу, что и крепостные строения других городов Северной Бактрии — например, в городище Кухна-Кала в Вахшской долине Таджикистана. При исследовании прямоугольных жилых помещений, примыкавших к городской стене, были найдены многочисленные монеты, бактрийская керамика, произведения искусства из терракоты.